# 寺沢弘子
寺沢 弘子（てらさわ ひろこ、1929年 - ）は、日本の元女優。別名は寺沢 ひろ子（読みは同じ）、寺沢 広美（てらさわ ひろみ）。佐賀県出身。夫は東宝専属俳優の越後憲三。

## 来歴・人物
福岡県の小学校教諭を経て、1951年に藤田進のスカウトにより東宝の専属女優になり、数多くの作品に出演した。
その後、同じく専属俳優であった越後憲三と結婚し女優を引退した。

## エピソード
『ゴジラ』（1954年）で遠方ロケーションに参加して以来、「ロケ女」と称されるほど多くのロケに参加した。ものをはっきりいう性格であったため、一部からは使いづらいとも言われていた。
『七人の侍』の撮影では、山賊の馬に乗せられるシーンで足を負傷してしまい、現場の厳しさを痛感するとともに、監督の黒澤明にも苦手意識を持つようになったという。一方で、『ゴジラ』では初めてのロケであったが監督の本多猪四郎から気遣われ、船での移動の際に船酔いし意識を失った際も、気づいた後に助監督から本多が「心配しないで」とゆっくり休むよう述べていたことを伝えられ、こんなに優しい監督がいるのかと感動したという。

## 出演作品

### 東宝
全て製作・配給は「東宝」、特筆以外は全て「寺沢弘子」名義である。
- 『さらばラバウル』（『さらばラバウル 最後の戰闘機』）：監督本多猪四郎、1954年2月10日公開 - 酒場の女給[2]
- 『坊ちゃん社員』：監督山本嘉次郎、1954年3月3日公開
- 『続・坊ちゃん社員』：監督山本嘉次郎、1954年4月7日公開
- 『七人の侍』：監督黒澤明、1954年4月26日公開 - 村の娘[2]
- 『ゴジラ』：監督本多猪四郎、1954年11月3日公開 - 大戸島の娘[1][注釈 2]
- 『浮雲』：監督成瀬巳喜男、1955年1月15日公開 - 伊香保の芸者[2]
- 『へそくり社員とワンマン社長 ワンマン社長純情す』：監督小田基義、1956年9月5日公開
- 『憎いもの』：監督丸山誠治、1957年5月28日公開
- 『大怪獣バラン』：監督本多猪四郎、1958年10月14日公開 - 部落の女[3][1][注釈 3]
- 『ガス人間第一号』：監督本多猪四郎、1960年12月11日公開 - 銀行員[3][1][注釈 2]
- 『アワモリ君売出す』：監督古澤憲吾、1961年7月30日公開 - 農家の女A[注釈 4]
- 『猫と鰹節 ある詐話師の物語』：監督堀川弘通、1961年11月22日公開 [注釈 4]
- 『女難コースを突破せよ』：監督筧正典、1962年4月1日公開 [注釈 4]
- 『ニッポン無責任時代』：監督古澤憲吾、1962年7月29日公開 - 芸者[3][1][注釈 4]
- 『若い娘がいっぱい』：監督筧正典、1966年4月3日公開[注釈 4]